# I Adore You (песня Hugel, Topic и Араша)
«I Adore You» — песня французского диджея Hugel, немецкого диджея Topic и иранско-шведского певца Араша при участии британского певца Daecolm. Она была выпущена 19 июля 2024 года лейблом Universal Music Group и получила положительные отзывы и стала коммерчески успешной.

## Предыстория
Разговаривая с Декланом Макдэниелсом из Beatportal, Флорент Хюгель и Тобиас Топик обсуждали творческий процесс. Topic сказал, что основой структуры была создана в музыкальной сессии между ним, Александр Тайдебринк, Арашем Лабафом и Декольмом Холландом, последний также внёс свой вклад в текст песни. Затем HUGEL, который слушал «очень поп» версию песни через близкого друга, переработал и закончил песню.
HUGEL заявил, что оформление сингла было вдохновлено визуальной эстетикой американского рэпера XXXTENTACION.

## Отзывы критиков
Песня получила положительные отзывы от критиков, хвалящих за её производство, запоминающийся и индивидуальный вклад каждого артиста в песню. Даниэль Шиклян из We Rave You назвал производство песни «по-настоящему сенсационным», а также назвал песню «завещанием» «изысканной химии» артистов в студии.
Дом Вигил из Prelude Press сказал: «С самой первой ноты слушатели втягиваются в звуковое путешествие, которое мастерски сочетает ностальгию с современным поворотом». Он продолжил хвалить постановку, описывая её как «захватывающую смесь электризующих битов и неотразимого ритма», а также «увлекательное» вокальное исполнение Daecolm, заявив, что вклад певца повысил уровень песни. Зангба Томсон из Bong Mines Entertainment заявил, что артисты создали «композицию, которая обещает стать мировым хитом». Кэти Бейн из Billboard назвала композицию «тонким, изысканным, излучающим романом» и включила его в список журнала «Лучшие новые танцевальные треки недели».

## Коммерческий успех
В течение нескольких месяцев после выхода песня стала хитом в Европе, достигнув топ-20 в Бельгии (Фландрия), Германии, Нидерландах и Швейцарии, а также в топ-100 в Австрии, Бельгии (Валлония), Португалии, Словакии и Великобритании.

## Участники записи
Согласно Apple Music.
- Hugel – продюсер, композитор, программирование, клавишные
- Topic – продюсер, композитор, программирование, клавишные
- Александр Тайдебринк – продюсер, композитор, программирование, клавишные
- Араш Лабаф – композитор, исполнитель
- Late Nine – продюсер
- Джоэл Вулфенден – мастеринг-инженер
- Daecolm – композитор, вокал
- Максимилиан Риль – композитор, программирование, клавишные
- Лорис Чимино – композитор, программирование, клавишные

## Список композиций
- Digital download and streaming[9]

1. "I Adore You" (featuring Daecolm) – 3:34

- Digital download and streaming[10]

1. "I Adore You" (featuring Daecolm; Daecolm's Acoustic Version) – 3:34
2. "I Adore You" (featuring Daecolm) – 3:34

- Digital download and streaming – Remixes #1[11]

1. "I Adore You" (featuring Daecolm; Grossomoddo Remix) – 4:13
2. "I Adore You" (featuring Daecolm; A-Clark & Vinny Remix) – 4:01
3. "I Adore You" (featuring Daecolm) – 3:34

- Digital download and streaming – Remixes #2[12]

1. "I Adore You" (featuring Daecolm; Argy & Mor Avrahami Remix) – 2:51
2. "I Adore You" (featuring Daecolm) – 3:34

## Чарты
| Чарт (2024–2025)                                    | Высшая позиция |
| --------------------------------------------------- | -------------- |
| Австрия (Ö3 Austria Top 40)                         | 18             |
| Belarus Airplay (TopHit)                            | 2              |
| Бельгия/Фландрия (Ultratop 50)                      | 4              |
| Бельгия/Валлония (Ultratop 50)                      | 12             |
| Bulgaria International (PROPHON)                    | 1              |
| СНГ (TopHit)                                        | 1              |
| Croatia International Airplay (Top lista)           | 4              |
| Estonia Airplay (TopHit)                            | 1              |
| France (SNEP)                                       | 107            |
| Германия (GfK)                                      | 8              |
| Мир (Billboard Global 200)                          | 148            |
| Greece International (IFPI)                         | 1              |
| Венгрия (Dance Top 40)                              | 18             |
| Венгрия (Rádiós Top 40)                             | 29             |
| Kazakhstan Airplay (TopHit)                         | 1              |
| Lebanon Airplay (Lebanese Top 20)                   | 2              |
| Lithuania (AGATA)                                   | 53             |
| Lithuania Airplay (TopHit)                          | 9              |
| Luxembourg (Billboard)                              | 6              |
| Moldova Airplay (TopHit)                            | 1              |
| Нидерланды (Dutch Top 40)                           | 11             |
| Нидерланды (Single Top 100)                         | 16             |
| North Macedonia Airplay (Radiomonitor)              | 1              |
| Португалия (AFP)                                    | 6              |
| Romania (Billboard)                                 | 8              |
| Romania (UPFR)                                      | 1              |
| Румыния (Romanian Radio Airplay)                    | 1              |
| Румыния (Romania TV Airplay)                        | 3              |
| Russia Airplay (TopHit)                             | 1              |
| Serbia Airplay (Radiomonitor)                       | 4              |
| Словакия (Rádio — Top 100)                          | 60             |
| Словакия (Singles Digitál Top 100)                  | 52             |
| Suriname (Nationale Top 40)                         | 16             |
| Швейцария (Schweizer Hitparade)                     | 10             |
| Turkey International Airplay (Radiomonitor Türkiye) | 1              |
| Ukraine Airplay (TopHit)                            | 36             |
| Великобритания (OCC UK Singles)                     | 69             |
| Великобритания (OCC UK Dance)                       | 23             |
| US Hot Dance/Electronic Songs (Billboard)           | 8              |

| Чарт (2024–2025)                   | Высшая позиция |
| ---------------------------------- | -------------- |
| Belarus Airplay (TopHit)           | 2              |
| CIS Airplay (TopHit)               | 1              |
| Estonia Airplay (TopHit)           | 3              |
| Kazakhstan Airplay (TopHit)        | 2              |
| Lithuania Airplay (TopHit)         | 8              |
| Moldova Airplay (TopHit)           | 1              |
| Romania Airplay (TopHit)           | 1              |
| Russia Airplay (TopHit)            | 2              |
| Slovakia (Rádio Top 100)           | 64             |
| Slovakia (Singles Digitál Top 100) | 57             |
| Ukraine Airplay (TopHit)           | 48             |

| Чарт (2024)                       | Позиция |
| --------------------------------- | ------- |
| Belarus Airplay (TopHit)          | 91      |
| Belgium (Ultratop 50 Flanders)    | 67      |
| CIS Airplay (TopHit)              | 25      |
| Estonia Airplay (TopHit)          | 72      |
| Germany (GfK)                     | 62      |
| Kazakhstan Airplay (TopHit)       | 66      |
| Netherlands (Dutch Top 40)        | 39      |
| Netherlands (Single Top 100)      | 82      |
| Switzerland (Schweizer Hitparade) | 50      |

## Сертификации
| Регион | Сертификация  | Продажи   |
| --- | ------------- | --------- |
| Австрия (IFPI Austria) | Золотой       | 15 000    |
| Бельгия (BEA) | Золотой       | 20 000    |
| Франция (SNEP) | Золотой       | 100 000   |
| Польша (ZPAV) | Золотой       | 25 000    |
| Португалия (AFP) | 2× Платиновый | 20 000    |
| Испания (PROMUSICAE) | Золотой       | 30 000    |
| Швейцария (IFPI Switzerland) | Платиновый    | 30 000    |
| Стриминг |               |           |
| Греция (IFPI Greece) | 2× Платиновый | 4 000 000 |
| Данные о продажах + прослушиваниях приведены только на основе сертификации. · Данные только о прослушиваниях приведены на основе сертификации. |               |           |

## Версия Джея Бальвина и Элли Голдинг
В новой версии участвовали колумбийский реггетон-певец Джей Бальвин и английская электропоп-певица Элли Голдинг, она была выпущена 15 ноября 2024 года лейблами Universal Music Group. В переработанной версии представлен новый припев на испанском языке в исполнении Бальвина, а Голдинг и Daecolm спели оригинальный текст. Это первое сотрудничество между Голдинг и Бальвином. Новая версия на 34 секунды короче оригинальной. Topic и Араш указаны как приглашённые исполнители с Daecolm, а Hugel, Бальвин и Голдинг — как основные.

### Предыстория
Диджей Hugel выпустил ремикс «I Adore You» во время Brooklyn Mirage, Джей Бальвин исполнил песню 7 октября. Позднее Hugel использовал соцсети, чтобы заставить подписчиков угадать другого исполнителя ремикса, и они узнали воткал Элли Голдинг. 31 октября в соцсетях был опубликован одноминутный фрагмент. Песня вышла 15 ноября 2024 года.

### Список композиций
- Digital download and streaming – J Balvin & Ellie Goulding version[85]
  1. "I Adore You (feat. Topic, Arash & Daecolm) (with J Balvin & Ellie Goulding)" – 3:00
  2. "I Adore You (feat. Daecolm)" – 3:34

### Чарты
| Чарт (2024–2025)           | Высшая позиция |
| -------------------------- | -------------- |
| СНГ (TopHit)               | 141            |
| Lithuania Airplay (TopHit) | 33             |
| Romania Airplay (TopHit)   | 65             |
| Russia Airplay (TopHit)    | 181            |
| Ukraine Airplay (TopHit)   | 34             |

| Чарт (2024)                | Высшая позиция |
| -------------------------- | -------------- |
| Lithuania Airplay (TopHit) | 45             |
| Romania Airplay (TopHit)   | 95             |

## История релиза
| Регион | Дата             | Формат(ы)                    | Версия                           | Лейбл(ы)                         | Примечания |
| ------ | ---------------- | ---------------------------- | -------------------------------- | -------------------------------- | ---------- |
| Разные | 19 июля 2024     | Цифровое скачивание стриминг | Оригинальная                     | Universal Virgin Polydor Capital | [ 92 ]     |
| Разные | 23 августа 2024  | Цифровое скачивание стриминг | Акустика Daecolm                 | Universal Virgin Polydor Capital | [ 93 ]     |
| Разные | 4 октября 2024   | Цифровое скачивание стриминг | Grossomoddo remix                | Universal Virgin Polydor Capital | [ 94 ]     |
| Разные | 4 октября 2024   | Цифровое скачивание стриминг | A-Clark and Vinny remix          | Universal Virgin Polydor Capital | [ 94 ]     |
| Разные | 18 октября 2024  | Цифровое скачивание стриминг | Argy and Mor Avrahami remix      | Universal Virgin Polydor Capital | [ 95 ]     |
| Разные | 15 ноября 2024   | Цифровое скачивание стриминг | с Джеем Бальвином и Элли Голдинг | Universal Virgin Polydor Capital | [ 96 ]     |
| Италия | 15 November 2024 | Радиоротация                 | Оригинальная                     | Universal                        | [ 97 ]     |